# Karimnagar (dystrykt)

Dystrykt Karimnagar w stanie Telangana

Karimnagar – jeden z dziesięciu dystryktów indyjskiego stanu Telangana, o powierzchni 11 800 km². Liczba mieszkańców tego dystryktu wynosi 3 500 876 osób (2004). Stolicą jest Karimnagar.
Do 2 czerwca 2014 r. dystrykt wchodził w skład stanu Andhra Pradesh.

## Położenie
Na zachodzie graniczy z dystryktem Nizamabad, od północy z Adilabad, a od wschodu z Khammam i stanem Maharashtra. Na południu sąsiaduje z dystryktami Warangal i Medak.